# 聖ドミニコ学院中学校・高等学校
聖ドミニコ学院中学校高等学校（せいドミニコがくいんちゅうがっこうこうとうがっこう）は宮城県仙台市青葉区角五郎二丁目にある中高一貫教育を提供する私立中学校・高等学校（併設型中高一貫校）。通称は「ドミ」。

## 沿革
- 1931年 聖ドミニコ女子修道会本部より5人の修道女が来日、仙台に修道院を設立。
- 1933年 暁の星学院（外国語教育）を設立。
- 1937年 暁の星幼稚園（現在の聖ドミニコ学院幼稚園）を開園。
- 1949年 私立北仙台幼稚園（現在の聖ドミニコ学院北仙台幼稚園）を開園。
- 1953年 学校法人聖ドミニコ学院創立。聖ドミニコ学院小学校設立。（→小学校の沿革も参照）
- 1959年 聖ドミニコ学院中学校を設立。
- 1960年 聖ドミニコ学院高等学校を設立。
- 1981年 生徒数の減少により中学校休校。
- 1983年 学院創立30周年。新校舎落成。
- 1990年 高等学校設立30周年。新体育館落成。
- 2003年 学院創立50周年。
- 2007年 現在、多目的ホールや学生食堂を備えた聖堂の設計開始。
- 2008年 高等学校のコース制再編。2コースより現行の4コースとなる。中学校の募集を27年ぶりに再開すると発表。
- 2009年4月 中学校再開。
- 2020年4月 新中学1年より、男女共学となる。
- 2022年4月 高等学校のコースを再編。幼児保育進学コース・キャリアデザインコースを募集停止、未来探究進学コースを新設。
- 2023年4月 高等学校の特別進学・総合進学を男女共学化、なお未来探究進学は女子部として残す。
- 2024年4月 高等学校の全コースを男女共学化。
- 2025年4月 高等学校を進学選抜コース・進学探究コースの2コース制+単位制とする。[2]

## 概要
キリスト教（カトリック）教育を行っているミッションスクールである。同一キャンパスにある聖ドミニコ学院小学校・幼稚園とは系列校にあたり、東京にある聖ドミニコ学園の小・中・高等学校とは姉妹校である。
普通科であるが、「特別進学コース」、「総合進学コース」、「幼児保育進学コース」、「キャリアデザインコース」の4コース制を導入していた。2022年度からは、「幼児保育進学コース」と「キャリアデザインコース」の募集を停止し、「未来探究進学コース」を新設した。伝統的に「就職に強い学校」のイメージが強かったが、最近では大学進学指導に力を入れており、東北大学や宮城教育大学、山形大学、福島大学、国際教養大学、宮城大学などの国公立大学や早稲田大学や上智大学、立命館大学にも合格者も輩出している。また、カトリック系高校の特色として、聖心女子大学、清泉女子大学には指定校推薦での入学が可能である。2008年度入試では、新コース制と新制服の導入が好感され、志願者が倍増した。

## コース制

### ※2024年度入学生まで
特別進学コース
主に国公立大学への進学を目指すコースで、土曜日や夏休み、冬休み中も授業がある。近年では、東北大学や宮城教育大学、山形大学、福島大学などの国公立大学や早稲田大学や上智大学、立命館大学にも合格者も輩出している。
総合進学コース
主に私立大学への進学を目指す文武両道コースである。地元私立大学に加え、カトリック系高校の特色として聖心女子大学や清泉女子大学などの指定校推薦枠も有する。
未来探究進学コース

### ※2025年度入学生から
進学選抜コース
進学探究コース

## 校歌
聖ドミニコ学院の姉妹校はフランス、イタリア、スペイン、ベルギー、スイス、ブラジル、カナダ、アメリカ、オーストラリア、アフリカ（ベナン）、東京、京都、都城など世界各地に設置されている、いわば世界ブランドである。その校歌は世界共通のもので、各国の言語に翻訳されて歌い親しまれている。なお、東京の聖ドミニコ学園は法人は異なるが姉妹校であり、校歌や校章も共有されている。

## 2009年度中学校再開について
聖ドミニコ学院中学校は、高等学校開校の前年である1959年に開校し、小・中・高の一貫教育の一翼を担う予定であった。だが、1970年代頃になると、所謂「塾ブーム」「偏差値社会」の影響もあって、小学校は地元の私立中高一貫校・国立中学校受験への進学校、高等学校は就職志向の学校という構図が徐々に強まっていき、結果として中学校の生徒数の急減に繋がった。これは、内部進学の権利を持つ小学校の女子が、聖ドミニコ学院中学校を避けて他の私立中高一貫校や国公立中学校への進学をするようになったことが最大の原因と言われている。
1970年代後半には1学年単位の生徒数が一桁になり、学院側は中学校のこれ以上の存続は不可能として1979年に生徒募集を停止し、1981年3月の卒業式・休校式を持って聖ドミニコ学院中学校の21年間の歴史に一旦幕を閉じることになる。ちなみに、休校時点での生徒数は3学年のみの3名であった。
学院側は中学校を「事実上の閉校」としたため、募集停止時点で廃校の選択肢もあったが、小学校と高等学校が存続しているため、数十年後に情勢が変われば、中学校を再開することも可能であると見込み、休校を決断した。これは、かつて中学校を設置していた常盤木学園も同様であるが、廃校手続きをすると中学校再開の際、開校認可が必要になるが、休校手続きだとそれが不要になるからである。
休校後も小学校の同窓生や保護者を中心に再開要望が何度も出されていたが、学院側は時期尚早として再開には消極的だった。しかし、小学校が70年代当時よりも更に私立中高一貫校志向（特に南関東の私立中高一貫校志願者が増加）が高まったことと、高等学校の特別進学コースが開設されたこともあり、2009年4月からの生徒受け入れ再開を発表した。
聖ドミニコ学院中学校は1学年30名で、女子のみの受け入れとなる。校舎も高校生が主に使用する中央校舎と西校舎を使用する予定となっており、再開は高校ベースであると見込まれる。ただし、小学校からの受け入れは保護者面接のみとなっているため、中高一貫教育も再開した。
2020年度より共学化した。

## 制服
設立より50年近く変わることのなかった制服が、2008年度より新しくなっている。
夏服は、白色の開襟ブラウスにブルーのチェックのプリーツスカート。夏服にリボンは設けられていない。冬服は、ブラウス、リボン、ピンク色のライン入りのチェックのプリーツスカート、茶色のジャケットというスタイルである。これらに加えて、グレーとキャメルのセーターが用意されている。袖口、ポケット開口部、裾の部分は、焦げ茶色の縁取りとなっている。また、襟の形は一風変わったものとなっている。
冬のブラウスの色は中高で異なり、中学は淡いピンク、高校は淡いブルーである。また、リボンの色も中高で異なり、高校は赤色である。
新制服は、ファッションデザイナーによるデザインではなく、同県のファッション専門学校の生徒によるものである。
宮城文化服装専門学校によって300点のデザインが提示され、その中から生徒の間で投票によって10点に絞り込まれ、その後、10点の試作品が制服メーカートンボによって作成され、本高等学校の学園祭で、新制服を決めるためのファッションショーが2007年9月2日に実施される。そして、将来制服を着ることとなる、中学生たちの得票数最多のものが、最終的に選ばれたという。

## 周辺の学校
- 尚絅学院中学校・高等学校

旧校名「尚絅学院女子中学校・高等学校」。2008年に男女共学化し、現校名に改称。広瀬町（澱橋北詰）にあるプロテスタント系の私立中学校・高等学校である。カトリック系ミッションスクールである聖ドミニコ学院とは宗派が異なるが、地理的に近いためか長年本校との友好関係が良い学校である。一貫教育を謳っているが、小学校を持っていないため、聖ドミニコ学院小学校から積極的に中学校に受け入れている。

## 交通アクセス
県庁・市役所から徒歩で約20分と市内中心部に位置しており、交通の便も良好である。ただし、本校の正門前は東行の一方通行なので自家用車で訪問する際は注意が必要である。
仙台市営バスを利用
- 仙台駅16番のりばより「広瀬通経由 交通公園循環」利用
  - 「聖ドミニコ学院前」下車徒歩0分
- 仙台駅16番のりば（平日朝のみ、普段は10番のりば）より、「大学病院経由 交通公園・川内（営）」「大学病院経由 交通公園循環」利用
  - 「宮城一高前」または「牛越橋」下車 徒歩8分

上記のバスのほか、仙台駅10番のりばより発車される大学病院、愛子（もしくは折立）経由のバスを利用することも可。「八幡一丁目」下車徒歩10分。
- 茂庭・折立、作並・定義、芋沢、中山・南吉成、大石原、実沢方面からは、「大崎八幡宮前」か「八幡一丁目」下車 徒歩10分
- 桜ヶ丘・山手町、東仙台・北六番丁方面からは「尚絅学院中学高校前」下車 徒歩10分（朝夕のみ）